# Scopesis rubrotincta
Scopesis rubrotincta är en stekelart som först beskrevs av Otto Schmiedeknecht 1914.  Scopesis rubrotincta ingår i släktet Scopesis och familjen brokparasitsteklar. Utöver nominatformen finns också underarten S. r. nigroscutellata.